# 한국전통음식연구회
한국전통음식연구회는 한국전통음식의 연구개발 및 보급 등 전통음식 문화의 발전에 기여할 목적으로 2000년 3월 25일 설립된 대한민국 농림수산식품부 소관의 사단법인이다. 사무실은 서울특별시 종로구 와룡동 164-2에 있다.

## 주요 사업
- 전통음식의 재현 및 전수교육
- 전통음식의 예비창업자를 위한 기술지원
- 우리 농산물을 이용한 전통음식 전시 및 세미나 개최
- 전통음식 문화의 계승발전을 위하여 정부가 의뢰하는 사업
- 기타 본소의 목적달성에 필요한 사업